# Dieter Weinkauff
Dieter „Steps“ Weinkauff (* 26. September 1947 in Pirmasens; † 1. Juni 2008 ebenda) war ein deutscher Fußballspieler.
Der Mittelfeldspieler war im Profifußball für Borussia Dortmund und vor allem für den FK Pirmasens aktiv. Er gilt als einer der bedeutendsten Spieler in der Geschichte des FKP.

## Karriere
Dieter Weinkauff machte schon in der Jugend beim FK Pirmasens mit seinem fußballerischen Talent auf sich aufmerksam. In der Saison 1965/66 debütierte der Offensivspieler beim Titelgewinn in der damals zweitklassigen Fußball-Regionalliga Südwest. Er absolvierte sechs Ligaspiele, in denen er drei Tore erzielte. In der Folgesaison 1966/67 bestritt er zwölf Spiele und erzielte sechs Tore. Als er 1967/68 in 26 Ligaspielen 15 Tore erzielt hatte, gehörte er bereits zu den Leistungsträgern der Horeb-Elf. Anfang der 1970er Jahre warben die Erstligisten Bayern München, VfB Stuttgart und Borussia Dortmund um den jungen Spieler. In der Regionalliga Südwest gewann Weinkauff mit Pirmasens in der Saison 1969/70 die Vizemeisterschaft und zog in die Bundesligaaufstiegsrunde ein. Gegen den Aufsteiger Kickers Offenbach gelang ihm am 6. Juni 1970 beim 1:1 im Heimspiel der Führungstreffer zum 1:0. An der Seite von Routinier Helmut Kapitulski absolvierte er alle acht Aufstiegsspiele.
Zur Saison 1970/71 wechselte Weinkauff in die Fußball-Bundesliga zu Borussia Dortmund. Mit Manfred Ritschel kam von Jahn Regensburg noch ein weiteres Talent zur Mannschaft von Trainer Horst Witzler. An der Seite von Sigfried Held, Horst Trimhold und Werner Weist kam Weinkauff in seiner ersten BL-Saison auf 28 Einsätze und erzielte dabei mit acht Treffern die vereinsintern meisten Tore. Sein Bundesliga-Debüt feierte er am 28. August 1970 beim Heimspiel gegen den FC Bayern München, das 0:0 endete, als er in der 37. Minute für Trimhold eingewechselt wurde. Der erste Bundesliga-Treffer gelang ihm am 19. September 1970 beim 2:2 gegen den 1. FC Köln. Im Sommer 1971 hatte die Borussia mit Held, Heidkamp, Trimhold, Weist, Neuberger und Wosab aus finanziellen Gründen sportlich nicht zu ersetzende Verluste zu verkraften, was 1972 den Abstieg aus der Bundesliga nach sich zog. Im Abstiegsjahr kam Weinkauff auf 18 Spiele mit vier Toren. Zur Saison 1972/73 kehrte er zu seinem Heimatverein FK Pirmasens zurück.
Im ersten Jahr der neu eingeführten 2. Fußball-Bundesliga, 1974/75, führte Trainer Bernd Hoss gemeinsam mit seinem Kapitän Dieter Weinkauff – er steuerte in 35 Einsätzen 15 Tore bei – Pirmasens zur Vizemeisterschaft in der Gruppe Süd. Im Heim-Qualifikationsspiel gegen den Nord-Vize Bayer 05 Uerdingen erzielte Weinkauff am 18. Juni 1975 beim 4:4 zwei Treffer für seine Mannschaft. Im Rückspiel setzte sich Uerdingen mit 6:0 Toren durch und stieg in die Bundesliga auf. Finanziell konnte Pirmasens in den folgenden Jahren nicht mehr mit der Konkurrenz Schritt halten und stieg 1978 aus der 2. Liga ab.
Dieter Weinkauff führte mit 107 Einsätzen und 38 Treffern in der 2. Fußball-Bundesliga jeweils die FKP-Rangliste an. Nach dem Abstieg spielte er auch weiterhin für den FKP in der Amateuroberliga Südwest; die Rückkehr in den Profifußball gelang nicht mehr.
Nach seiner Zeit beim FK Pirmasens übernahm Weinkauff als Spieler-Trainer den VfB Dillingen und den SV Hermersberg. Später folgten mehrere Stationen als Trainer im südwestdeutschen Amateurbereich. Mit 60 Jahren starb er unerwartet an einer Lungenembolie.